# Barbershop

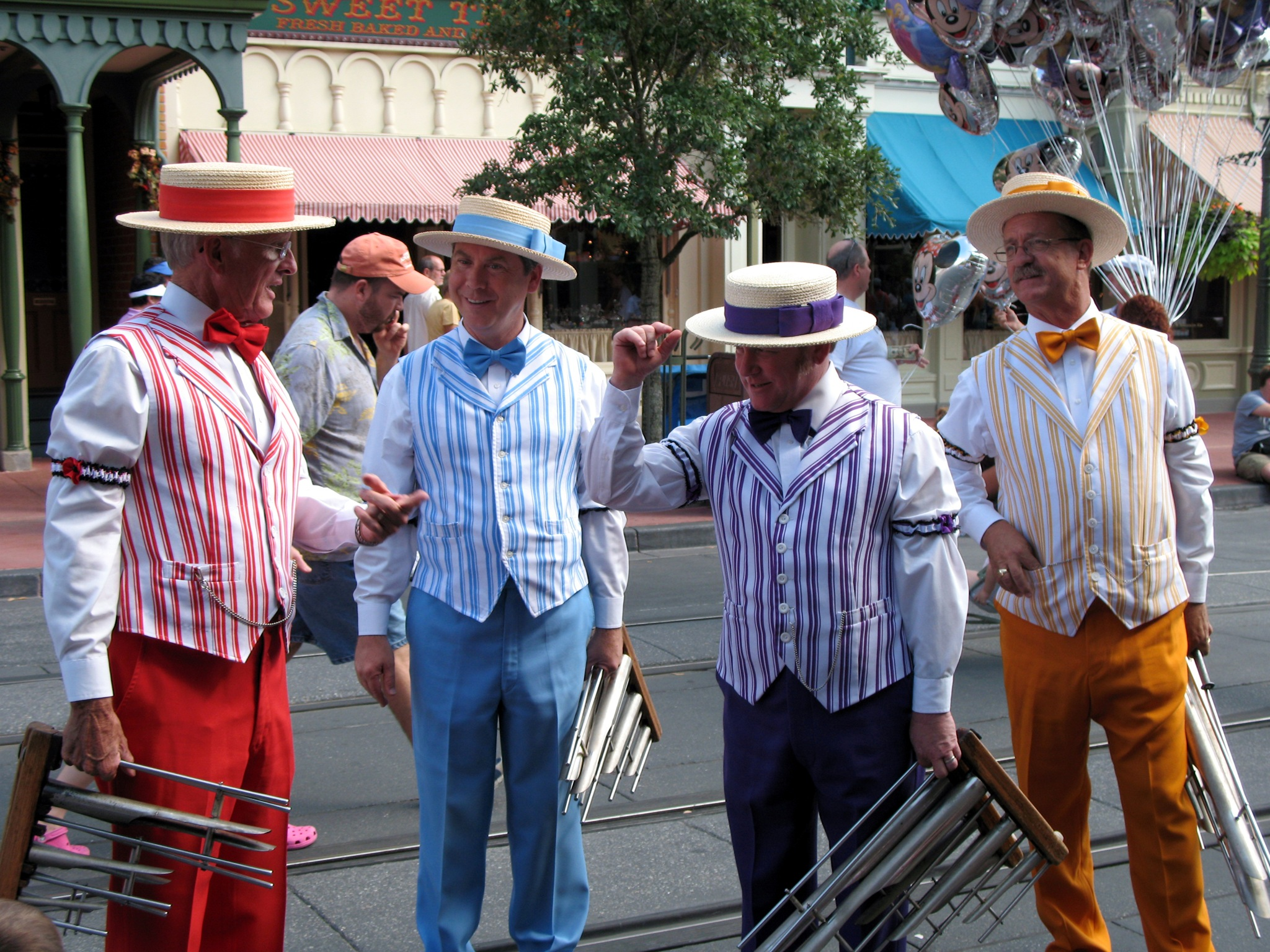
El cuarteto de barbershop Dapper Dans, en Disney World.

Barbershop es un estilo de armonía, a capella característico de música vocal no acompañada, que se destaca por su consonancia de acordes en cuatro partes para cada nota de la melodía en una textura predominantemente homofónica. Cada una de las cuatro partes posee su rol propio: generalmente, el líder entona la melodía, el tenor/soprano armoniza por encima de la melodía, el bajo/contralto canta las notas más bajas de la armonía, y el barítono/mezzosoprano completa el conjunto, en la mayoría de las veces, por debajo del líder. Usualmente, la melodía no es cantada por el tenor o el bajo, excepto en alguna que otra nota esporádica para evitar extrañas voice leading, en codas o tags, o para crear algún detalle decorativo. Algunos pasajes ocasionales pueden ser cantados con menos de cuatro voces.

La música barbershop comprende canciones con letras comprensibles y melodías fáciles de entonar, cuyos tonos definen con claridad un centro tonal y acordes mayores, menores y acordes de séptima barbershop (dominante y dominante secundario) que se resuelven primariamente sobre el círculo de quintas, a la vez que hacen uso frecuente de otras resoluciones.
Barbershop Harmony Society de Estados Unidos

## Canciones típicas barbershop
Ejemplos tradicionales de canciones del género incluyen:
- "Baby on Board"
- "Down Our Way"
- "Down by the Old Mill Stream"
- "Honey/Li'l Lize Medley"
- "Let Me Call You Sweetheart"
- "My Wild Irish Rose"
- "Shine on Me"
- "The Story of the Rose" ("Heart of My Heart")
- "Sweet Adeline"
- "Sweet and Lovely"
- "Sweet, Sweet Roses of Morn"
- "Wait 'Til the Sun Shines, Nellie"
- "You Tell Me Your Dream (I'll Tell You Mine)"
- "Alexander's Ragtime Band"
- "Bright Was the Night"
- "Come Fly with Me"
- "Darkness on the Delta"
- "From the First Hello to the Last Goodbye"
- "Goodbye, My Coney Island Baby"
- "Hello My Baby"
- "I'll Take You Home Again, Kathleen"
- "Shine On Harvest Moon"
- "Sweet Georgia Brown"
- "When My Baby Smiles at Me"
- "Yes, Sir, That's My Baby"

### Organizaciones
- Barbershop Harmony Society (BHS)
- Sweet Adelines International (SAI)
- Sweet Adelines UK
- Harmony Inc.
- Ladies' Association of British Barbershop Singers (LABBS)
- British Association of Barbershop Singers (BABS) ()
- Barbershop in Germany (BinG!)
- New Zealand Association of Barbershop Singers Inc. (NZABS) Archivado el 2 de agosto de 2008 en Wayback Machine.
- Spanish Association of Barbershop Singers (SABS)